# Перевесье (село, Атюрьевский район)
Перевесье — село, центр сельской администрации в Атюрьевском районе Мордовии.

## География
Расположено в 10 км от районного центра и 42 км от железнодорожной станции Торбеево.

## История
Происхождение названия связано с устаревшим русским словом перевесье — «место, где ставили перевесы (приспособления для ловли птиц)»; 2-е название село получило после постройки церкви в честь Покрова Пресвятой Богородицы (1677). История Перевесья началась с пожалований в 1650, 1653, 1660 и 1671 гг. окольничему И. С. Хитрово земель из Дикого поля. В 1745 году владельцем был коллежский советник Н. М. Хрущёв. По итогам 3-й ревизии (1763), в Перевесье было 45 дворов крепостных крестьян; владел ими П. Хрущёв. В январе 1864 г. крестьяне Перевесья и соседних сёл отказались платить в казначейство выкупные платежи за землю (см. Выкупная операция). Для усмирения бунта из г. Краснослободска прибыл уездный исправник. В «Списке населённых мест Пензенской губернии» (1869) Перевесье — село казённое из 147 дворов Краснослободского уезда. По подворной переписи 1913 г. , в Перевесье было 30 дворов (193 чел.); церковь, земская школа, хлебозапасный магазин, мельница, 3 маслобойки, 3 шерсточесалки, кузница, 5 кирпичных сараев, 7 лавок. В 1929—1931 гг. созданы колхозы «Безбожник», «Крестьянин», с 1950 г. — укрупненное хозяйство им. Жданова, с 1992 г. — СХПК «Заря». В современном селе — основная школа, библиотека, Дом культуры, медпункт, столовая, магазин; Покровская церковь (1818).

## Население
| 2002 | 2010 |
| ---- | ---- |
| 215  | ↘212 |

Национальный состав
Согласно результатам Всероссийской переписи населения 2002 года, в национальной структуре населения мордва составляла 90 %.

## Источник
- Энциклопедия Мордовия, Т. Н. Охотина.